# アイスレーベンとヴィッテンベルクにあるルター記念建造物群
アイスレーベンとヴィッテンベルクにあるルター記念建造物群（アイスレーベンとヴィッテンベルクにあるルターきねんけんぞうぶつぐん）は、ドイツにあるユネスコの世界遺産登録物件。宗教改革は近世ヨーロッパ史上の重大事件の一つであるが、その中心人物の一人であったマルティン・ルターの足跡をたどる上で重要な建造物群がまとめて登録されている。

## 登録対象

### アイスレーベン
アイスレーベンはマルティン・ルターの生誕地であると同時に、彼が最期を迎えた土地でもある。
- ルターの生家（Luther's birthplace, 世界遺産登録 ID 783-001）
ルターはアイスレーベンで生まれたが、生後9ヶ月目にマンスフェルトに転居したため、生家にいた期間はほとんどない。現存する家は、17世紀末に再建されたもの。
- ルター晩年の家 (The house in which Luther died, ID 783-002)
ルターは死の1か月近く前に生まれた町であるアイスレーベンに居を定め、1546年2月にその家で没した。ほぼ当時のまま現存する最期を迎えた家には、肖像画や書簡など、ルターにゆかりのある品々が展示されている。

### ヴィッテンベルク
ヴィッテンベルクはいわゆる「95か条の論題」が提示された町であり、ルターの活動を語る上で逸することの出来ない宗教改革の中心地である。
- ルター・ホール (Luther Hall, ID 783-003)
もともとは修道院の建造物。生前ルターが住居として使っていた。現在は博物館となっている。 - cf. de:Augusteum_und_Lutherhaus_Wittenberg
- メランヒトンの家 (Melanchthon's house, ID 783-004)
人文主義者フィリップ・メランヒトンが住んでいた住居。現在はメランヒトンにゆかりのあるものが展示されている。 - cf. de:Melanchthonhaus Wittenberg
- 町の教会 (The Town Church, ID 783-005)
マルクト広場に建つ町の教会では、ルターが説教を行っていた。 - cf. de:Stadtkirche (Wittenberg)
- 城付属聖堂 (The Castle Church, ID 783-006)
「95か条の論題」が扉に貼られたとされることで知られる教会堂（大学付属聖堂とも呼ばれる）。現存する建物は19世紀に再建されたもの。- cf. de:Schloss_Wittenberg

## 登録基準
この世界遺産は世界遺産登録基準のうち、以下の条件を満たし、登録された（以下の基準は世界遺産センター公表の登録基準からの翻訳、引用である）。
- (4) 人類の歴史上重要な時代を例証する建築様式、建築物群、技術の集積または景観の優れた例。
- (6) 顕著で普遍的な意義を有する出来事、現存する伝統、思想、信仰または芸術的、文学的作品と直接にまたは明白に関連するもの（この基準は他の基準と組み合わせて用いるのが望ましいと世界遺産委員会は考えている）。

## ギャラリー

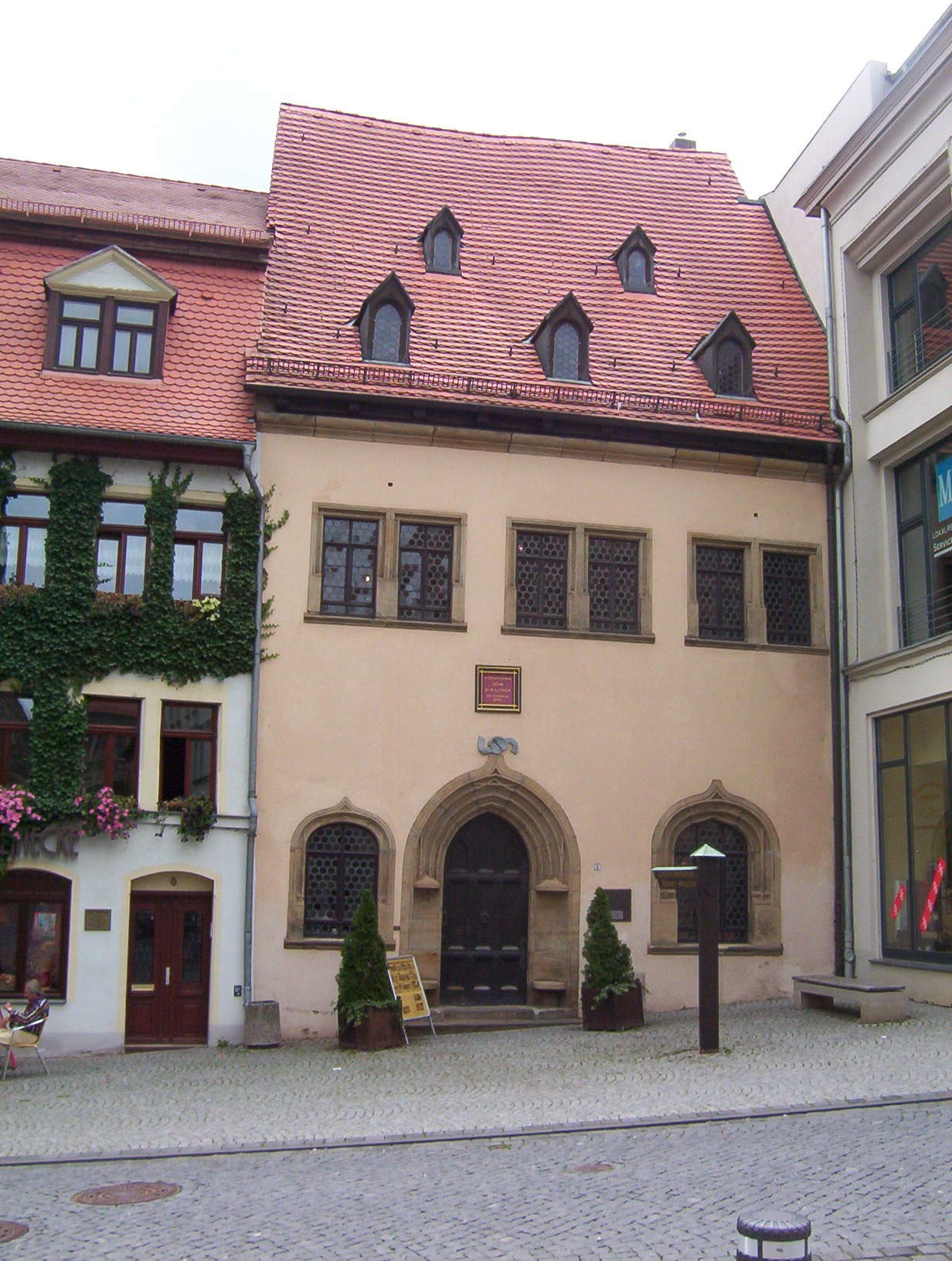
ルターが没した家
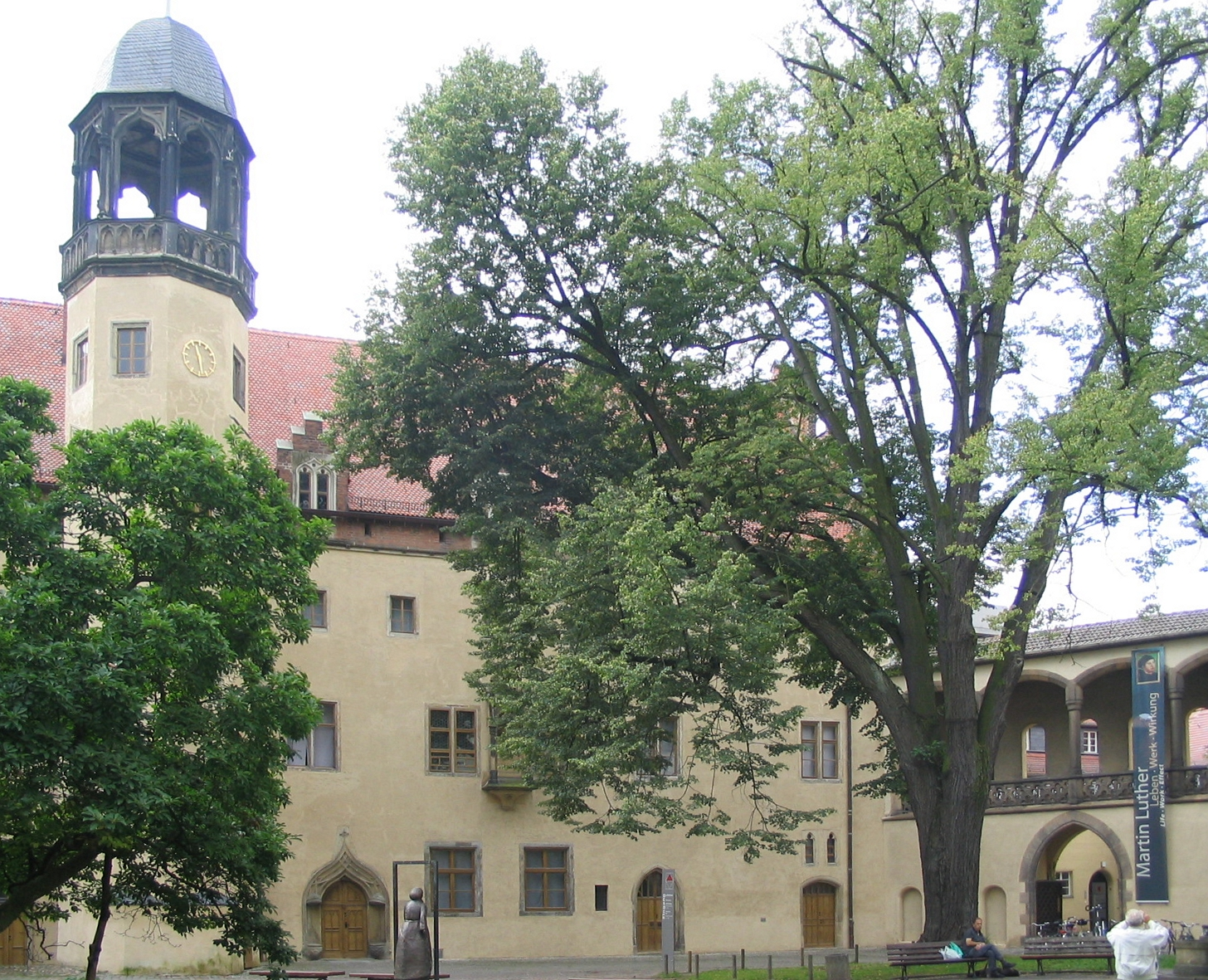
ルターホール
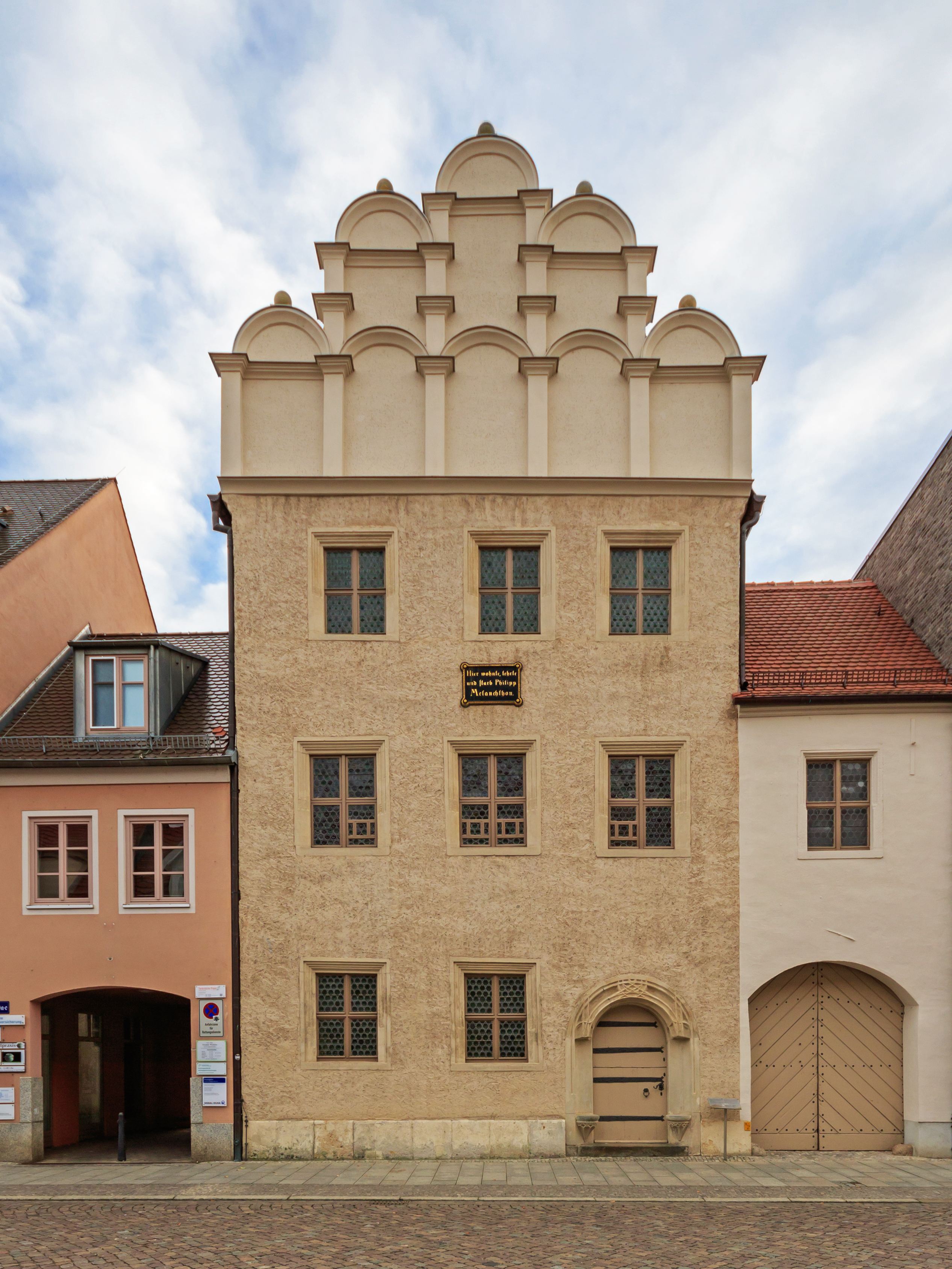
メランヒトンの家
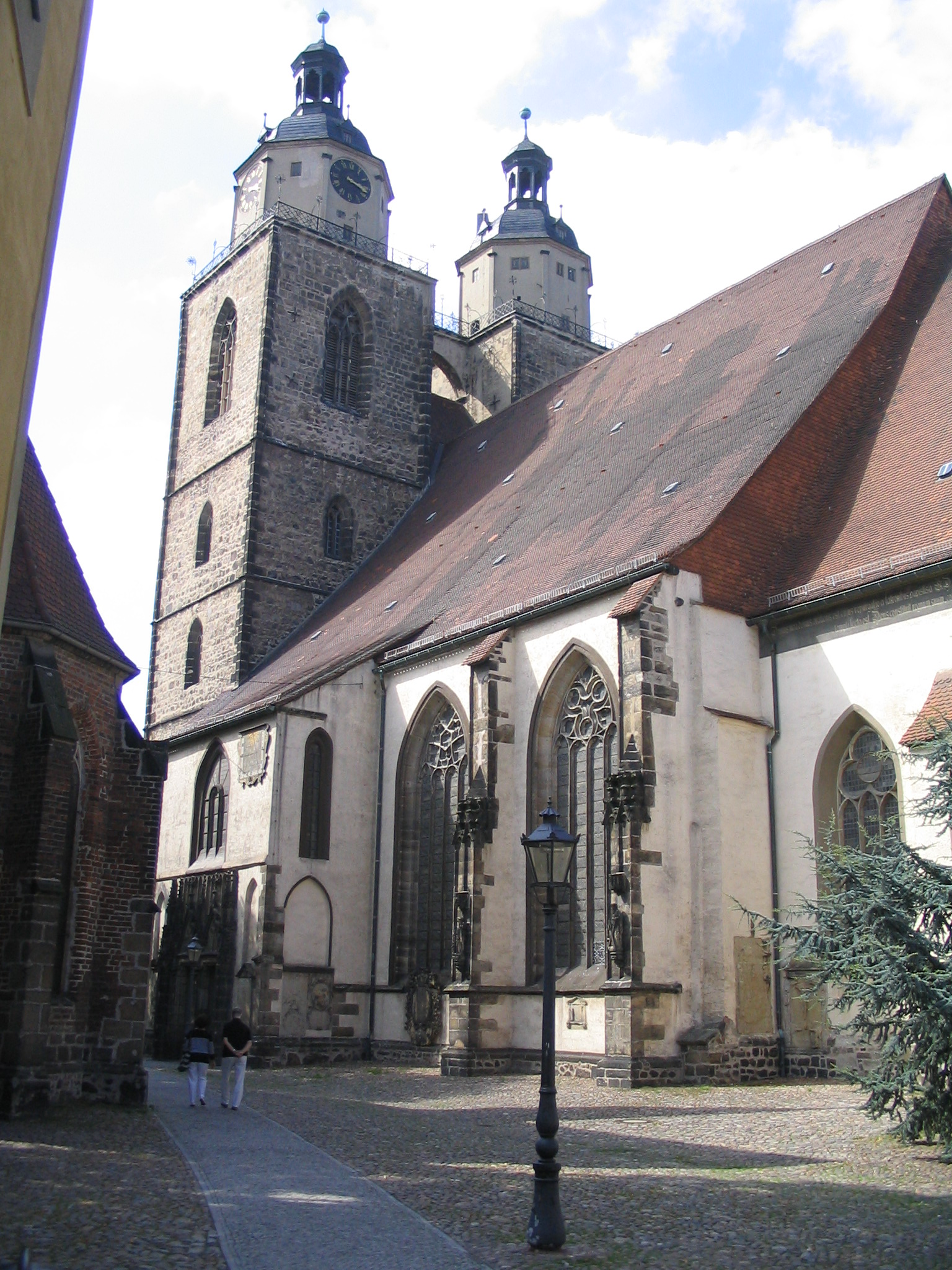
町の教会